# Национальный архив Республики Тыва
Национальный архив Республики Тыва (полное именование Государственное бюджетное учреждение «Национальный архив Республики Тыва», сокращенно ГБУ НА РТ; до 2020 года — Государственный архив Республики Тыва, ГА РТ, Госархив РТ) — организация, осуществляющая постоянное хранение, комплектование, учёт и использование документов Архивного фонда Республики Тыва и иных документов, главное архивохранилище Республики Тыва.

## Общие сведения
В Государственном архиве Республики Тыва хранятся документальные материалы за период 1715—2011 года. Всего по состоянию на 16.01.2018 год в архиве хранится 283 044 единиц хранения, объединенных в 1420 фондов, из которых 71 фонд досоветского периода. Сохранилось немало документов периода Октябрьской социалистической революции. В отдельный фонд выделены воспоминания участников революционных событий и гражданской войны в Туве. Особое внимание уделяется документом периода Тувинской Народной Республики. Некоторые документы досоветского периода на старомонгольском языке, часть документов имеют переводы на русский и тувинский языки. Выделяются документы периода Великой Отечественной войны. В архиве хранятся периодические издания — 50 наименований газет досоветского, советского и современного периодов. Научно-справочная библиотека архива насчитывает 2531 книг и брошюр, 430 журналов разных периодов. В фондах архива хранятся документы органов государственной власти, органов местного самоуправления, промышленных предприятий и организаций, кооперации, транспорта, социально-культурной сферы, документы судебной системы разных периодов.
На хранении также находятся кинодокументы, фотодокументы, фонодокументы, научно-техническая документация, электронные документы.
Научно-справочный аппарат Государственного архива Республики Тыва содержит: описи, каталоги, тематические перечни, справочники, путеводитель по фондам. В архиве ведётся учётная база данных — «Архивный фонд».

## История
14 августа 1921 года Всетувинский учредительный хурал провозглашает образование независимой Народной Республики Танну-Тува (ТНР). С этого времени начинается деятельность учреждений, организаций и предприятий республики, закладываются основы их делопроизводства. До 1930 года государственная письменность ведется на монгольском языке. Постановлением Агитпрома Центрального комитета Аратской Революционной Партии от 23 июня 1930 года вводится государственная письменность на родном тувинском языке. Этим же постановлением создается Учёный комитет ТАР (с 1923 по 1933 года Тувинская Аратская Республика), заложивший основы архивного дела в Туве.
При Учёном комитете Тувинской Народной Республики 23 июня 1930 года образован Государственный архив.
Постановлением Совета Министров Тувинской Аратской Республики от 7 апреля 1932 года на Государственный архив возлагаются задачи сбора и систематизации основных документальных материалов по истории и культурно-хозяйственному строительству ТНР. Всем государственным и хозяйственным учреждениям г. Кызыла и хошунов (административно-территориальная единица того времени) в месячный срок предлагалось сдать все имеющиеся у них архивные материалы давностью не менее двух лет. Однако начало систематической концентрации и учёта документальных материалов связано с созданием в марте 1943 года научно-исторического архив ТНР и хошунных архивных учреждений.
За время своего существования (по октябрь 1945 года) научно-исторический архив принимает на учёт 697 дел по истории культурно-хозяйственного строительства в республике.
В соответствии с Указом Президиума Верховного Совета СССР от 11 октября 1944 года «О принятии Тувинской Народной Республики в состав Союза Советских Социалистических Республик» ТНР добровольно входит в состав Советского Союза на правах автономной области РСФСР. Архивное дело в Туве становится на прочную основу. Решением Тувинского областного исполнительного комитета от 7 мая 1945 года № 96 на базе научно-исторического архива создается отдел при Областном управлении Народного Комиссариата внутренних дел и Областной государственный архив. На основании распоряжения Совета Министров СССР от 1 февраля 1949 года № 1067-р в Туве созданы межрайонные государственные архивы. Они осуществляют контроль за делопроизводством в учреждениях районов, учётом документов и готовят их для передачи на постоянное хранение в облгосархив.
В 1949—1953 годы госархив Тувинской автономной области концентрирует документальные материалы, отложившиеся в результате деятельности учреждений на территории Тувы до образования ТНР. Этому способствуют окрепшие связи с госархивами соседних областей и краев. От Новосибирского областного и Красноярского краевого госархивов приняты фонды Комиссара по делам Урянхайского края, Заведующего устройством русского населения в Урянхае, исполком Урянхайского краевого Совета рабочих и крестьянских депутатов и многие другие материалы.
9 октября 1961 года Тувинская автономная область Указом Президиума Верховного Совета СССР преобразована в Тувинскую АССР.
- На основании постановления Совета Министров РСФСР от 25 ноября 1961 года № 1424 и по решению Тувинского областного исполнительного комитета от 8 января 1962 года Архивный отдел при Областном управлении внутренних дел переименован в Архивный отдел при Совете Министров Тувинской АССР.
- Постановлением Совета Министров Тувинской АССР от 20 апреля 1962 года № 223 Областной государственный архив преобразован в Центральный государственный архив Тувинской АССР.
- Постановлением Совета Министров Тувинской АССР от 9 сентября 1980 года № 342 Архивный отдел преобразован в Архивное управление при Совете Министров Тувинской АССР.
- Во исполнение Указа Президента РСФСР от 24 августа 1991 года № 83 «О партийных архивах» распоряжением Совета Министров тувинской АССР архив Тувинского рескома компартии РСФСР передан на хранение в Центральный государственный архив.
- Приказом по Государственной службе Республики Тыва от 12 марта 1998 года № 2а архивохранилище № 2 Центрального государственного архива Республики Тыва (бывший партийный архив рескома КПРФ) переименовано в Центр архивных документов партий и общественных организаций (ЦАДПОО).
- Постановлением Совета Министров Тувинской АССР от 2 сентября 1991 г. № 300 образован Комитет по делам архивов при Совете Министров Республики Тыва за счёт выделенных средств Архивному управлению при Совете Министров Республики Тува, упразднив его с 1 сентября 1991 года.
- Приказом по Комитету Республики Тыва по делам архивов от 24 ноября 1997 года № 12, в соответствии с Указом Президента Республики Тыва от 06.06.1997 года № 5 «О структуре Правительства Республики Тыва» Комитет Республики Тыва по делам архивов переименован в Государственную архивную службу Республики Тыва.
- Указом Председателя Правительства Республики Тыва от 20 января 2005 года № 7 Государственная архивная служба Республики Тыва преобразована в архивное агентство Республики Тыва.
- Постановлением Правительства Республики Тыва от 23 декабря 2011 года № 763 Центральный государственный архив Республики Тыва зарегистрирован как юридическое лицо и стал государственным бюджетным учреждением «Государственный архив Республики Тыва».

7 апреля 2020 г. указом Главы Республики Тыва Государственному архиву Республики Тыва присвоен статус «Национальный» с переименованием в Государственное бюджетное учреждение «Национальный архив Республики Тыва» (ГБУ НА РТ).

## Структура Государственного архив Республики Тыва

### Отдел использования документов, организационно-методической работы.
Основная задача отдела использования документов, организационно-методической работы — организация и проведения работы по использованию документов в интересах общества. Отдел организует документальные выставки документов, проводит экскурсии по архиву, лекции, встречи с общественностью, информирует о документах через средства массой информации, осуществляет подготовку к изданию документальных публикаций, проводит конкурсы по юбилейным датам, принимает участие в работе научно-практических конференций, совещаний, семинаров, выступает с докладами и сообщениями. Организует работу читального зала архива, обеспечивает обслуживание пользователей читального зала.